# فالمستروف
فالمستروف (بالفرنسية: Valmestroff)‏ هي بلدية تقع في فرنسا في Canton of Metzervisse. يقدر عدد سكانها بـ 258 نسمة ومساحتها 3.78 كم2 وترتفع عن سطح البحر 200 متر.